# Ekspertforsamlingen
Ekspertforsamlingen er en iransk forsamling, der har til opgave at udpege landets religiøse leder, følge hans virksomhed og fjerne ham, hvis han ikke kan udføre sine opgaver. Forsamlingen mødes et par gange om året.
De 86 medlemmer vælges ved direkte valg for en periode på otte år. Seneste valg fandt sted i 1998.
Der kan kun vælges lærde (dvs. ayatollaher eller mullaher) til ekspertforsamlingen, og deres kandidaturer skal godkendes af Vogternes Råd.

## Eksterne ressourcer
- Magtstrukturen i Iran, BBC Arkiveret 7. juli 2006 hos  Wayback Machine

35°41′17″N 51°23′59″Ø / 35.6881°N 51.3997°Ø